# ويلهلم فالك
ويلهلم فالك (بالألمانية: Wilhelm Falk)‏ (3 يوليو 1898 بميونخ في ألمانيا - 16 أكتوبر 1961) هو لاعب كرة قدم ألماني في مركز الدفاع. شارك مع منتخب ألمانيا لكرة القدم. أما مع النوادي، فقد لعب مع فاكر مونتشين.

## وصلات خارجية
- ويلهلم فالك على موقع قاعدة بيانات كرة القدم.إي يو (الإنجليزية)
- ويلهلم فالك على موقع ناشيونال فوتبول تيمز (الإنجليزية)
- ويلهلم فالك على موقع عالم كرة القدم.نت (الإنجليزية)